# Bagley (Shropshire)
Bagley – wieś w Anglii, w hrabstwie Shropshire. Leży 17 km na północny zachód od miasta Shrewsbury i 239 km na północny zachód od Londynu.